# Piper latifolium
Piper latifolium là một loài thực vật có hoa trong họ Hồ tiêu. Loài này được L. f. miêu tả khoa học đầu tiên năm 1781.